# Jiaomuzu
Jiaomuzu (kinesiska: 脚木足乡, 脚木足) är en socken i Kina. Den ligger i provinsen Sichuan, i den sydvästra delen av landet, omkring 240 kilometer nordväst om provinshuvudstaden Chengdu. Antalet invånare är 3 302. Befolkningen består av 1 648 kvinnor och 1 654 män. Barn under 15 år utgör 18,0 %, vuxna 15-64 år 69 %, och äldre över 65 år 11,0 %.
Genomsnittlig årsnederbörd är 1 097 millimeter. Den regnigaste månaden är juni, med i genomsnitt 225 mm nederbörd, och den torraste är december, med 5 mm nederbörd.